# Los Chiles (kanton)
Los Chiles is een gemeente (cantón) in de provincie Alajuela. Het heeft een oppervlakte van ongeveer 1.358 km² en heeft een bevolkingsaantal van bijna 31.000 inwoners. De hoofdplaats van het kanton heet ook Los Chiles.
De gemeente wordt onderverdeeld in vier deelgemeenten (distrito): Los Chiles (de eigenlijke stad), Caño Negro, El Amparo en San Jorge.
Alajuela · Atenas · Los Chiles · Guatuso · Grecia · Naranjo · Orotina · Palmares · Poás · San Carlos · San Mateo · San Ramón · Sarchí · Upala · Zarcero